# Bomarea lutea
Bomarea lutea är en alströmeriaväxtart som beskrevs av Herb.. Bomarea lutea ingår i släktet Bomarea och familjen alströmeriaväxter. IUCN kategoriserar arten globalt som sårbar.
Artens utbredningsområde är Ecuador. Inga underarter finns listade i Catalogue of Life.